# Edmar Bernardes dos Santos
Edmar Bernardes dos Santos, genannt Edmar, (* 20. Januar 1960 in Araxá) ist ein ehemaliger brasilianischer Fußballspieler.

## Karriere
Edmar startete seine Laufbahn 1977 in der Hauptstadt Brasília. Er durchlief verschiedene Erstligavereine, ohne bei einem nennenswert lange zu bleiben. Auch Auslandseinsätze in Italien und Japan konnte der Spieler verbuchen. Seine größten Erfolge waren die Erlangung der Krone des Torschützenkönigs in der brasilianischen Meisterschaft 1985 sowie die Silbermedaille bei den Olympischen Spielen 1988 in Seoul.

## Trivia
Durch die Initiative vom Edmar und seinem ehemaligen Mitspieler Careca beim Guarani FC, wurde 1998 der Campinas FC in Campinas gegründet. Der Klub bestand bis Januar 2010 und ging dann in dem SC Barueri auf.

## Erfolge
Nationalmannschaft
- Olympische Sommerspiele 1988: Silbermedaille

Brasilia
- Staatsmeisterschaft des Distrito Federal (Brasília): 1977, 1978

Corinthians
- Staatsmeisterschaft von São Paulo: 1988

Atlético Mineiro
- Staatsmeisterschaft von Minas Gerais: 1991

## Auszeichnungen
- Torschützenkönig der Campeonaro Paulista: 1980, 1987
- Brasilianischer Torschützenkönig: 1985
- Bola de Prata: 1985